# Albertus Arnoldus van Hutten
Albertus Arnoldus van Hutten (* 12. Mai 1587 oder 1588 in Nijmegen; † 25. Oktober 1663 ebenda; auch Albertus Arnoldus Huttenus) war ein niederländischer reformierter Prediger und Gelehrter.
Hutten begann sein Studium der Theologie 1605 an der Universität Franeker und ging 1613 an die Hochschule von Sedan. In Sedan widmete er sich besonders dem Studium des Hebräischen und nahm dann eine Stelle als Professor für orientalische Sprachen an der dortigen Hochschule an. 1616 verließ er Sedan als Prediger. Es folgten Stationen 1616 in Neerbosch, 1616 bis 1619 in Buren, nach einer Rundreise dann 1624 in Warmond, 1632 in Rotterdam, 1639 in Noordwijk und 1643 in Amsterdam. 1649 nahm er einen Ruf in seine Heimatstadt an, in der er 1659 in den Ruhestand trat. In Nimwegen soll er sich auch als Arzt verdient gemacht haben. 
Als Remonstrant geriet er in Konflikt mit der vorherrschenden calvinistischen Lehrmeinung. Dieser Umstand erklärt unter anderem seine häufigen Ortswechsel.

## Werke (Auswahl)
- De gemeene vragen van de genaamde Catholyken, den gelove rakende, voorgestelt door Laur. Bayerlinc, aartspriester te Antwerpen, mitsgaders de rechtsinnige antwoorden, daarop gegeven door Alb. Huttenus, Amsterdam 1632
- Antwoorden op vier vragen van een paapsch priester aan een remonstrantsch predikant gestelt tot ontdekking van de voornaamste sophisteryen waarmee de papisten omgaan om de eenvoudigen te verstricken entot hare secte te trekken, Rotterdam 1640
- De volkomenheid en klaarheid van ’t woord Gods in alle saken tot saligheyd noodig, verdedigt tegen de tegenwerpingen der papisten, begrepen in 10 vragen, die by een priester van de paapsche secte zyn gesteld tot eeniger ontrusting en verstricking, beantwoord tot onderrichting van de Christenen, Den Haag 1641
- Bom-ys van t sacrament des autaars, dat is, vertoening van de hillige redenen die Christiaen Philaletes heeft weten te halen uit de papsche schryvers, vooral uit R. Bellarmyn, voor de leer der transsubstantiatie tegen de’waarheid van ’t Sacrament des lichaams en bloeds Christi, welke wordt verklaard en bevestigd uit de Schriftuer, Amsterdam 1642